# Behaviorismo radical
Behaviorismo radical é uma "filosofia da ciência do comportamento" desenvolvida por B. F. Skinner. Refere-se à filosofia por trás da análise do comportamento, e deve ser distinguido do behaviorismo metodológico — que tem uma ênfase intensa em comportamentos observáveis — por sua inclusão de pensamento, sentimento e outros eventos privados na análise da psicologia humana e animal. A pesquisa em análise do comportamento é chamada de análise experimental do comportamento e a aplicação do campo é chamada de análise do comportamento aplicada (ACA), que foi originalmente denominada "modificação do comportamento".

## Behaviorismo radical como ciência natural
O behaviorismo radical herda do behaviorismo a posição de que a ciência do comportamento é uma ciência natural, a crença de que o comportamento animal pode ser estudado de forma lucrativa e comparado com o comportamento humano, uma forte ênfase no ambiente como causa do comportamento e uma ênfase nas operações envolvidas na modificação do comportamento. O behaviorismo radical não afirma que os organismos são tabula rasa cujo comportamento não é afetado por dotes biológicos ou genéticos. Em vez disso, afirma que os fatores experienciais desempenham um papel importante na determinação do comportamento de muitos organismos complexos, e que o estudo desses assuntos é um importante campo de pesquisa por direito próprio.